# Apollon Moussine-Pouchkine
Le comte Apollo Apollossovitch Moussine-Pouchkine (en russe : Аполлос Аполлосович Мусин-Пушкин, en allemand : Apollos Apollossowitsch Mussin-Puschkin), né le 17 février 1760 et mort le 18 avril 1805, est un chimiste et un collecteur de plantes russe. Il dirige une expédition botanique dans le Caucase en 1802.